# Chaetodon assarius
Chaetodon assarius е вид бодлоперка от семейство Chaetodontidae. Видът не е застрашен от изчезване.

## Разпространение и местообитание
Разпространен е в Австралия.
Обитава пясъчните дъна на океани, морета и рифове в райони с умерен и субтропичен климат. Среща се на дълбочина от 1 до 118,5 m, при температура на водата от 23,3 до 27,8 °C и соленост 34,5 – 35,1 ‰.

## Описание
На дължина достигат до 13 cm.
Популацията на вида е стабилна.